# Badjong
Badjong est un village camerounais situé dans la région du Littoral, dans le département du Moungo et dans l'arrondissement du Nlonako.

## Population et développement
En 1966, la population de Badjong était de 67 habitants, essentiellement des Balondo. Lors du recensement de 2005, elle était de 60 habitants.